# Apostolepis christineae
Apostolepis christineae är en ormart som beskrevs av De Lema 2002. Apostolepis christineae ingår i släktet Apostolepis och familjen snokar. Inga underarter finns listade i Catalogue of Life.
Arten förekommer i Brasilien och Bolivia.